# Le Mesnil-Esnard
Le Mesnil-Esnard är en kommun i departementet Seine-Maritime i regionen Normandie i norra Frankrike. Kommunen ligger i kantonen Boos som tillhör arrondissementet Rouen. År 2022 hade Le Mesnil-Esnard 7 998 invånare.

## Befolkningsutveckling
Antalet invånare i kommunen Le Mesnil-Esnard
| Referens: INSEE |